# Marcy Walker
Marcy Lynn Walker (nascida em 26 de novembro de 1961) é uma ministra e ex-atriz estadunidense. Seus papéis mais famosos são os de Liza Colby em All My Children, que ela interpretou de 1981 a 1984 e de 1995 a 2005, e de Eden Capwell em Santa Barbara de 1984 a 1991.